# Yemeni Women's Union
Yemeni Women's Union är en förening för kvinnors rättigheter i Jemen, grundad 1990.
Föreningen skapades efter Jemens enande, genom att Nordjemens Yemeni Women's Association från 1965 och Sydjemens General Union of Yemeni Women (GUYW) från 1968 gick samman. 